# Lipaza hormonowrażliwa
Lipaza hormonowrażliwa (EC 3.1.1.79, HSL) – hormon, lipaza, pobudza proces lipolizy w tkankach. Działa pod regulacyjną kontrolą hormonów, głównie adrenaliny. Lipaza hormonowrażliwa jest aktywowana poprzez fosforylację białka enzymatycznego – pobudzaną przez adrenalinę, a unieczynnianą na drodze defosforylacji tego enzymu, pobudzanej przez insulinę.
Reakcje katalizowane przez lipazę hormonowrażliwą:
- diacyloglicerol + H2O ⇌ monoacyloglicerol + kwas tłuszczowy

- triacyloglicerol + H2O ⇌ diacyloglicerol + kwas tłuszczowy

- monoacyloglicerol + H2O ⇌ glicerol + kwas tłuszczowy